# Bonač
Bonač je redkejši priimek v Sloveniji, ki ga je po podatkih Statističnega urada Republike Slovenije na dan 1. januarja 2010 uporabljalo 21 oseb in je med vsemi priimki po pogostosti uporabe uvrščen na 12.674. mesto.

## Znani nosilci priimka
- Anton Bonač (1858—1888), igralec, črkostavec; predsednik društva grafikov in litografov za Kranjsko
- Janez Bonač (1832—1863), duhovnik in nabožni pisatelj
- Fran Bonač (1880—1966), industrialec
- Franc Bonač (1885—1935), duhovnik, kurat
- Ivan Bonač (1846—1920), knjigoveški podjetnik, knjigarnar
- Ivan Bonač (1906—1988), zdravnik, higienik
- Marko Bonač (*1950), direktor zavoda ARNES
- Molly Bonač (1919—1995), slikarka
- Simona Bonač, arhitektka
- Stane Bonač (1908—2007), strokovnjak za papirništvo
- Vladimir Bonač (1921—?), pravnik, statistik (v Nemčiji)